# 구티움
구티움(수메르어: 𒄖𒋾𒌝𒆠)은 기원전 2150년경부터 기원전 2119년경까지 메소포타미아에 존재하던 왕국으로, 아카드 제국을 무너뜨린 구티인들이 건설한 국가이다.

## 역사
구티족들은 본래 중부 자그로스산맥의 하마단 주위에 주로 살았다. 이들의 세력 기원전 3000~2000년에 막강해 졌으며, 특히 기원전 2150년경에는 메소포타미아로 쳐들어가 아카드 제국을 무너뜨리고 이 지역 대부분을 차지했다고 전해진다. 구티족 지배자들은 약 1세기 동안(기원전 2119년경까지) 권력을 잡았지만 그 동안 메소포타미아 전역을 장악하지는 못했던 것으로 보인다. 기원전 2119년경 우루크 왕조의 우투 케갈이 구티 왕조의 마지막 왕 티리간과 싸워 이겨 구티 왕조를 멸망시켰다고 전해진다. 그 뒤 구티족은 고향인 자그로스에 살면서 뒤를 이은 왕국들을 계속 위협했으나 남부 메소포타미아를 다시 손에 넣지는 못했다.

## 구티의 군주 목록
1. 인키슉(Inkishuc)
2. 자를-아갑(Zarl-agab)
3. 슐미(Shulme)
4. 시룰루메시(Silulumesh)
5. 이님마바케시(Inimabakesh)
6. 이게카우시(Igecaush)
7. 야를-아갑(Yarl-agab)
8. 이바테(Ibate)
9. 야를-앙갑(Yarl-angab)
10. 쿠룸(Kurum)
11. 아필-킨(Apil-kin)
12. 라-에라붐(La-erabum)
13. 이라룸(Irarum)
14. 이브라눔(Ibranum)
15. 하블룸(Hablum)
16. 푸주르-수엔(Puzur-Suen)
17. 야를라간다(Yarlaganda)
18. 티리간(Tirigan)